# NGC 1136
NGC 1136 je galaksija u zviježđu Sat.

## Vanjske poveznice
- SEDS: NGC 1136